# Kåbe
 Der er for få eller ingen kildehenvisninger i denne artikel, hvilket er et problem. Du kan hjælpe ved at angive troværdige kilder til de påstande, som fremføres i artiklen.

Kåben er varmt overtøj af skind, typisk, men ikke kun, båret af kvinder.[kilde mangler] Skindkåber bliver brugt om vinteren og fx ved store selskaber hos de kongelige og andre begivenheder.
I tidens løb har længden skiftet. 
I dag bruges ordet typisk om en morgenkåbe eller slåbrok, der er for begge køn.